# ガルウィング (お笑いコンビ)
ガルウィングは、かつてホリプロコムに所属していたお笑いコンビ。2014年8月31日解散。

## メンバー
- 鈴木 俊久（すずき としひさ、1981年9月30日（43歳） - ）ボケ担当
  - 東京都出身。
  - 身長176cm、血液型はO型。
  - 立ち位置は左。

- 柴田 嘉孝（しばた よしたか、1981年10月3日（43歳） - ）ツッコミ担当
  - 神奈川県出身。
  - 身長162cm、血液型はO型。
  - 立ち位置は右。

## 略歴・芸風
目黒笑売塾4期生出身。同塾卒業後の2006年からホリプロコムに所属。
ネタは漫才が多く、ネタの最初に「ガルウィングです! ガルル～!」と、犬の手と唸りを模したようなポーズであいさつをすることが恒例となっている。また、ネタの中では鈴木が柴田にしつこく絡むような流れもあり、ネタによっては「ピーピーピーピーうるさいこと・・・」という台詞が入ることがある。
上記の通り2014年8月31日を以て解散した。解散後は両名とも芸人を引退している。

## 出演

### テレビ
- お笑い図鑑 ハマヌキ（TVK）
- バスで恋して 関東版（テレビ神奈川、テレビ埼玉）- 「バス恋ガイド」としてレギュラー
- 爆笑トライアウト（NHK総合）- 2009年8月7日

会場審査は377TP（5位）、視聴者投票は361票（4位）
- BSブランチ（BS-TBS）- 2006年6月23日
- ゲームレコードGP（MONDO21）
- オニ発注（テレビ東京）
- 頑張る人応援バラエティ 体育の時間（テレビ朝日）- 柴田のみ
- ガルウィング・つぼますの『同期の華と泥』（2013-、ニコジョッキー）

### ラジオ
- かずさエフエム
- お笑い生絞り（エフエム世田谷）

### CM
- セガ ピクトイメージDS （鈴木のみ）